# Appelez-moi chef
Pour plus de détails, voir Fiche technique et Distribution.
Appelez-moi chef (Call Me Bwana) est une comédie britannique de 1963 mettant en vedette Bob Hope et Anita Ekberg, et réalisée par Gordon Douglas.
Largement situé en Afrique, c'est le premier, et durant longtemps le seul film d'Eon Productions qui n'est pas en rapport avec James Bond. Le film a compté dans son équipe la plupart des membres de l'équipe du film James Bond 007 contre Dr No.

## Synopsis
Matt Merriwether (Bob Hope) est un écrivain new-yorkais qui a fait passer les mémoires d'explorations en Afrique de son oncle comme étant les siennes. Merriwether vit sa fausse réputation de chasseur de gros gibier au point de vivre dans un appartement à Manhattan meublé dans le style d'une loge de safari africaine complété avec des disques d'effets sonores de la faune africaine. Basé sur sa fausse réputation « d'expert en Afrique », il est recruté par le Gouvernement fédéral des États-Unis et par la NASA pour localiser une sonde spatiale secrète perdue en Afrique avant qu'elle ne puisse être localisée par des forces hostiles.

## Fiche technique
Sauf indication contraire, les informations mentionnées dans cette section peuvent être confirmées par la base de données cinématographiques IMDb,  présente dans la section « Liens externes ».
- Titre : Appelez-moi chef
- Titre original : Call Me Bwana
- Réalisation : Gordon Douglas
- Scénario : Nate Monaster, Johanna Hartwood, Mort Lachman, Bill Larkin (sous le nom de William Larkin) et Paul Jarrico (non-crédité)
- Musique : Monty Norman
- Direction artistique : Syd Cain (en)
- Costumes : Eileen Sulivan (non-créditée)
- Photographie : Ted Moore
- Montage : Peter R. Hunt (crédité Peter Hunt)
- Production : Albert R. Broccoli (producteur), Harry Saltzman (producteur exécutif) et Stanley Sopel (producteur associé)
- Société(s) de production : Danjaq et EON Productions
- Société(s) de distribution : United Artists
- Pays de production :  Royaume-Uni
- Langue originale : anglais
- Format : couleur (Technicolor) — 35 mm — 35 mm — Mono
- Genre : Comédie
- Durée : 93 minutes (version originale), 102 minutes (version américaine)
- Dates de sortie :
  - Royaume-Uni : 4 avril 1963
  - États-Unis : 10 mai 1963
  - France : 12 février 1964

## Distribution
- Bob Hope : Matt Merriwether
- Anita Ekberg : Luba
- Edie Adams : Frederica
- Lionel Jeffries : Ezra Mungo
- Arnold Palmer : lui-même
- Orlando Martins (en) : Chef de la tribu
- Percy Herbert : Premier homme de main
- Paul Carpenter : Colonel Spencer
- Al Mulock : Second homme de main
- Bari Jonson : Uta
- Peter Dyneley (en) : Williams
- Mai Ling : Hyacinth
- Mark Heath : Koba
- Robert Nichols : Major Américain
- Neville Monroe : Reporter
- Mike Moyer : Reporter
- Robert Arden : Agent de la CIA

Acteurs et actrices non-crédité(e)s:
- Hyma Beckley: un reporter
- Ilario Bisi-Pedro: un reporter
- Patrick Halpin: un officier américain du briefing
- Miles Malleson: un psychiatre
- Nosher Powell (en): un homme
- Charles Price: un étudiant à Luba's Lecture
- Nikki Van der Zyl (en): Luba (voix)

## Production
Selon l'autobiographie When the Snow Melts d'Albert R. Broccoli, Eon Productions était tenue par contrat par United Artists de faire deux films par an pour eux; un film James Bond et un film non-Bond. Beaucoup des suggestions originales étaient destinées à mettre en valeur Sean Connery, qui les a toutes refusées, car il ne voulait pas que sa carrière soit totalement dans les mains d'Eon.[réf. souhaitée]
Quand Harry Saltzman demanda à Donald Zec (un journaliste et un affilié proche de Broccoli) s'ils avaient des idées pour leur film non-Bond, il suggéra un film avec Bob Hope (il avait déjà travaillé avec lui pour le film Whisky, Vodka et Jupon de fer ). Zec répondit qu'il avait vu un groupe britannique de rock and roll prénommé The Beatles qui jouait à guichets fermés et pensa à les faire jouer dans le film. Saltzman rit et demanda pourquoi il voudrait faire un film sur quatre garçons aux cheveux longs de Liverpool alors qu'il avait Bob Hope. United Artists fit un film avec les Beatles avec Walter Shenson et, ironiquement, A Hard Day's Night eut plus de succès qu'Appelez-moi chef.[réf. nécessaire]
Le film était initialement destiné à être filmé entièrement au Kenya, mais les problèmes de la révolte des Mau Mau conduisirent les producteurs à n'avoir là-bas qu'une seconde équipe de directeurs photo dirigée par John Coquillon.
Edie Adams pensait qu'elle allait tourner en Afrique, et se fit donc faire des inoculations douloureuses. Elle se souvient que le film semblait être écrit durant le tournage ; initialement, son personnage était une scientifique en nucléaire, puis une chasseuse de gros gibier. Un jour, sur le tournage, elle rencontra une cascadeuse habillée comme son personnage, lançant un cascadeur par une prise de jiu-jitsu; Adams réalisa alors que son personnage était maintenant une agente secrète. Le rôle original d'Adams fut donné à Anita Ekberg, mais comme Hope avait promis un rôle à Adams, le script fut réécrit pour pouvoir y ajouter un nouveau personnage féminin.
En fait, le film était bel et bien écrit pendant le tournage. En octobre 1962, après avoir été en production pendant deux semaines, le producteur Albert Broccoli engagea le scénariste Paul Jarrico pour faire une « réécriture rapide. » Six écrivains avaient déjà travaillé sur le script, « des centaines de blagues avaient été écrites sur un explorateur maladroit et un agent de la CIA recherchant une capsule de l'espace américaine en Afrique, mais aucune histoire qui puisse être filmée n'a émergée. » Jarrico pensait que le script avait besoin de logique. Broccoli a subséquemment payé Jarrico 2 500$ pour ses quatre semaines de travail non-créditées.
Le directeur de production Syd Cain (en) se rappelle qu’initialement, des animaux sauvages africains de zoos britanniques devaient être lâchés dans la séquence du parcours de golf, mais l'idée fut abandonnée quand ils causèrent des dégâts coûteux.
Durant un peu plus de 50 ans, ce film resta la seule production d'Eon à être un film non-Bond, jusqu'à ce qu'en 2014, ils produisent le film The Silent Storm.

## Bande-sonore
La musique du film fut composée par Monty Norman. John Barry a affirmé que Norman l'avait contacté pour orchestrer son thème The Big Safari, mais l'orchestration du film fut créditée à Muir Mathieson. Barry sortit un single de The Big Safari, qui contenait sur la face B le thème d'une autre comédie d'United Artists, La souris sur la lune, sous le pseudonyme de "The Countdowns". Bob Hope chanta la chanson thème sur le générique de fin.

## Accueil
Bill Dunn, du Tempa Bay Times, fit une critique positive en affirmant que le film « est un divertissement agréable par temps chaud »

## Parodies
- Une scène impliquant un John F. Kennedy aperçu dans sa fameuse chaise berçante est parodiée avec son homologue russe Nikita Khrouchtchev se balançant dans une chaise berçante qui grince bruyamment.
- Matt Merriweather est endormi dans une tente lorsqu'une tarentule commence à ramper sur sa jambe. Cette scène parodie une séquence du premier film James Bond, où une chose semblable était arrivée à Bond, mais c'était ici un moment sérieux et non un gag.

## Postérité
- Dans le film Bons baisers de Russie, alors que l'agent russe Krilencu tente de s'échapper, il est assassiné par Ali Kerim Bey, avec un fusil de sniper. La fenêtre par laquelle s'échapper Krilencu est à travers la bouche d'Anita Ekberg sur une affiche d'Appelez-moi Chef, ce qui permet à Bond de dire : « Elle aurait dû garder sa bouche fermée. ». A noter que dans le roman original de Ian Fleming, publié en 1957, la scène se passe dans une trappe située dans la bouche de Marilyn Monroe, sur un poster du film Niagara[9].
- La scène du parcours de golf avec Bob Hope et Arnold Palmer a été recréée dans le film Drôles d'espions. Hope y fait un caméo et joue au golf à travers une tente.

## DVD
Appelez-moi chef sortit en DVD par MGM Home Video le 27 juin 2011 via la MGM's Limited Edition Collection en tant que DVD de Région 1 plein écran manufacturé sur demande.